# Eugène Ruffy

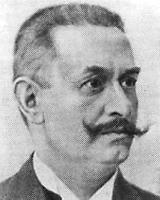
Eugène Ruffy.

Eugène Ruffy, född den 2 augusti 1854 i Lutry, kantonen Vaud (nära Lausanne), död där den 25 oktober 1919, war en schweizisk politiker. Han var son till Victor Ruffy (1823–1869) och farfar till Victor Ruffy (1937–2016).
Ruffy blev 1880 advokat, invaldes 1882 i sin hemkantons stora råd och i schweiziska nationalrådet, blev 1885 ledamot av Vauds statsråd och var 1887 dettas president. Ruffy blev 1889 nationalrådets president och invaldes 1893 i förbundsrådet efter Ruchonnet, vilken som advokat och liberal politiker varit hans läromästare. År 1898 var Ruffy förbundsrådets president; han utträdde ur förbundsrådet i oktober 1899 för att överta direktörsposten i världspostföreningen.